# Vamos a contar mentiras
Vamos a contar mentiras es una obra de teatro de Alfonso Paso, estrenada en el Teatro Beatriz de Madrid el 28 de septiembre de 1961.

## Argumento
La vida monótona que lleva Julia, la aburrida esposa de un caballero de la alta burguesía, la lleva a imaginar continuamente situaciones falsas e inventar mentiras absurdas para desesperación de todos los que la rodean. Sin embargo, una Nochebuena, un ladrón entra en la casa con ayuda de la criada. Se hace con las joyas de la familia y, tras una trifulca, mata a la criada. Julia, testigo de todo lo sucedido, es amenazada por el ladrón para poder huir de la vivienda con el botín y el tesoro sin que nadie advierta su presencia. Julia deberá entonces echar mano de su imaginación ante las sospechas de un marido ya incrédulo.

## Representaciones destacadas

### Teatro
- Estreno, 1961. Dirección: Cayetano Luca de Tena. Intérpretes: Juanjo Menéndez, Amparo Baró, Ramón Corroto, Manuel Alexandre, Maruja Recio, Lola Gálvez.
- Estreno en Barcelona, 1962. Intérpretes: Carlos Mendy, Carmen Bernardos, Miguel Ángel, Ricardo Garrido.
- Corral de comedias de Almagro, 1976. Intérpretes: Silvia Tortosa, Rafael Navarro.
- Teatro Lara, Madrid, 1985. Intérpretes: Jaime Blanch, Julia Trujillo, Francisco Cecilio,  Conchita Goyanes, Cesáreo Estebánez.
- Teatro Imperial, Sevilla, 1995. Intérpretes: Pepe Sancho, Antonia Turiel, Tony González.
- Teatro Imperial Cinema, Madrid, 2005. Dirección: Jaime Blanch. Intérpretes: Alfredo Cernuda, Marta Puig, Paco Hernández, Ramón Pons.
- Teatro Marquina, Madrid, 2010. Dirección: Mara Recatero. Intérpretes: Ramón Langa, Elena Martín, José Carabias.
- Portugal, versión 1. Intérpretes: Armando Cortez, Raul Solnado
- Portugal, versión 2 (2011). Intérpretes: Luís Aleluia, Octávio de Matos
- Universidad Francisco de Vitoria, 2017. Intérpretes: Maricarmen Hernández por Julia, Laura López por Elisa

### Cine
- Vamos a contar mentiras. España, 1962. Dirección: Antonio Isasi-Isasmendi. Intérpretes: Juanjo Menéndez, Amparo Soler Leal, José Luis López Vázquez, Manuel Alexandre, José Bódalo, José Isbert, Gracita Morales.

### Televisión
- Primera fila, de TVE, 16 de junio de 1965). Dirección: Gustavo Pérez Puig. Intérpretes: Carlos Larrañaga, Irene Gutiérrez Caba, Valentín Tornos, Manuel Alexandre.
- Estudio 1, de TVE, 29 de diciembre de 1972). Intérpretes: Jesús Puente, Carmen Bernardos, Tomás Zorí, Tina Sáinz.
- Teatro de la Comedia, de Telecinco, 23 de junio de 1994). Dirección: Mara Recatero. Intérpretes: Natalia Dicenta, Pepe Sancho, Manuel Galiana, Joaquín Kremel.
- Teatro desde el teatro. Intérpretes: Liliana Mas, Ricky Tosso, Cristian Andrade.
- Teatro en Canal 13[2] - UCTV (Canal 13) (Chile) año 1997 - Dirección: Óscar Rodriguez. Intérpretes: Katty Kowaleczko - Willy Semler - Boris Quercia - Felipe Armas - Malú Gatica